# Línea 8 (Limusa)
La línea 8 de la red de autobuses urbanos de Lorca (Limusa) une el Óvalo con Río.

## Características
Esta línea une el Óvalo, centro de la ciudad, con la pedanía de Río realizando un recorrido circular.
La línea mantiene los mismos horarios todo el año. No presta servicio los fines de semana ni festivos.
Está operada por la empresa municipal Limusa, perteneciente al Ayuntamiento de Lorca.

## Horarios
| Todo el año                |
| Lunes a viernes laborables |
| 09:10                      |
| 12:30                      |

Paso por Río aproximadamente 15 minutos después de su salida de Óvalo. Duración del recorrido circular completo aproximadamente 30 minutos.

## Recorrido y paradas
| Código | Denominación        | Líneas de la parada |
| ------ | ------------------- | ------------------- |
| 85     | Óvalo - Zurano      | 1 2 4 7 8 9 10      |
| 37     | Las Columnas        | 1 2 4 8             |
| 98     | Ramón Arcas         | 1 2 4 8             |
| 103    | Rotonda San Diego   | 8                   |
| 46     | Déficit             | 8                   |
| 18     | Calle de las Flores | 8                   |
| 140    | Camino Columna      | 8                   |
| 48     | Diputación Río      | 8                   |
| 66     | La Rivera           | 8                   |
| 79     | Lugarico            | 8                   |
| 47     | Déficit             | 8                   |
| 104    | Rotonda San Diego   | 8                   |
| 10     | Antiguas Lonjas     | 8                   |
| 110    | Santo Domingo       | 1 8                 |
| 38     | Correos             | 1 8                 |
| 35     | Colón               | 1 8                 |
| 85     | Óvalo - Zurano      | 1 2 4 7 8 9 10      |